# 노르웨이 국철
노르웨이 국철(Vygruppen) 또는 Vy는 노르웨이의 대부분의 여객 열차 서비스와 수많은 버스 서비스를 운영하는 정부 소유의 철도 기업이다. 이 기업은 노르웨이 교통청에 소유하고 있다. 하위 브랜드로 Vy 버스 코치 서비스, 카고넷 화물 열차, 스웨덴 열차 수송 기업 Tågkompaniet이 있다. 2009년, NSB는 52,000,000명의 여객, 104,000,000명의 버스 승객을 수용했다. 2019년 4월 24일 여객 열차와 버스 서비스는 Vy로 브랜드가 개편되었다.
이 기업은 노르웨이 국철 (1883~1996년)(Norwegian State Railways, NSB)이라는 이름으로 설립되었다.